# Mechanika nieba
Mechanika nieba – dział astronomii zajmujący się badaniem i formułowaniem matematycznej teorii ruchu ciał niebieskich.
Mechanika nieba dotyczyła pierwotnie ruchów planet. Obecnie zajmuje się wszelkimi ciałami niebieskimi, poruszającymi się pod wpływem wzajemnych oddziaływań: od sztucznych satelitów Ziemi poprzez ruchy gwiazd w układach wielokrotnych aż do ruchów galaktyk. W większej części opiera się na mechanice klasycznej, jednak część wyników uzyskana jest przy zastosowaniu mechaniki relatywistycznej (np. ruch peryhelium Merkurego).
Mechanika nieba jest w myśl powyższego szczególnym zastosowaniem zagadnienia wielu ciał do przypadku ciał niebieskich. Zazwyczaj oznacza to przypadek dużych odległości i niewielkich w stosunku do odległości rozmiarów ciał.
W podstawowej swej części, mechanika nieba oparta jest na wyznaczaniu perturbacji (zaburzeń) wprowadzanych do ruchu ciał poprzez wzajemne oddziaływania. Tego rodzaju obliczenia pozwalają na określanie z dużą dokładnością położeń ciał, a także na przewidywanie istnienia niewidocznych obiektów na podstawie wywoływanych przez nie zaburzeń. Przykładem takiego przewidywania było odkrycie Neptuna oraz nowej planety w układzie planetarnym pulsara.
W najprostszych rozważaniach ruch ciała po orbicie można opisać korzystając z praw Keplera. Stosują się one do przypadku, gdy rozważamy tylko dwa ciała, a ich rozmiary (działanie sił przypływowych) oraz efekty relatywistyczne można zaniedbać.